# Rimska mitologija
Rimska mitologija skup je mitova i vjerovanja Rimljana, uglavnom je preuzela mitove i legende od starih Grka i Etruščana uz promjenu imena bogova. Glavni su bogovi Jupiter, Neptun i Pluton. Po rimskim bogovima nazvani su planeti. Međutim, stari Rimljani nekim su svojim božanstvima pridavali mnogo više pažnje od starih Grka, kao što su to Mars, Vesta i Vulkan.

## Bogovi
| Rimsko božanstvo | Grčki pandan     | Uloga                                                    |
| ---------------- | ---------------- | -------------------------------------------------------- |
| Saturn           | Kron             | Otac bogova i bog vremena                                |
| Jupiter          | Zeus             | Vrhovni rimski bog, bog svjetla i gromovnik              |
| Neptun           | Posejdon         | Bog mora i zemljotresa                                   |
| Pluton           | Had              | Bog smrti, podzemnog svijeta i tame                      |
| Venera           | Afrodita         | Božica ljubavi i plodnosti                               |
| Minerva          | Atena            | Božica rata i mudrosti                                   |
| Vulkan           | Hefest           | Bog vatre, vulkana i kovača                              |
| Mars             | Ares             | Bog rata, otac Romula i Rema, sin kralja Numitora        |
| Cerera           | Demetra          | Božica plodnosti zemlje, žetve i poljodjelstva           |
| Merkur           | Hermes           | Bog trgovine i putovanja, glasnik bogova                 |
| Vesta            | Hestija          | Božica kućnog ognjišta i obitelji                        |
| Bacchus          | Dioniz (Bakho)   | Bog plodnosti, vina i veselja, hrane i užitka            |
| Apolon           | Apolon           | Bog Sunca, svjetlosti i umjetnosti                       |
| Dijana           | Artemida         | Božica prirode, lova i Mjeseca                           |
| Junona           | Hera             | Glavna rimska božica, zaštitnica žena                    |
| Prozerpina       | Perzefona (Kora) | Plutonova žena, kraljica Podzemnog svijeta, tame i smrti |

#### Saturn
Saturn je bog vremena u rimskoj mitologiji. Njegova je žena Ops, a djeca su mu: Jupiter, Neptun, Pluton, Cerera, Junona i Vesta. U grčkoj mitologiji mu je pandan Kron.

#### Jupiter
Jupiter je vrhovni rimski bog, bog oluja, groma i munje. Jupiter je bog svjetla. On šalje grmljavinu i munju, zaštitnik je pravde, istine, ćudoređa, vojsku zaustavlja u bijegu i dosuđuje joj pobjedu. U povijesno je doba Jupiter Optimus Maximus glavno božanstvo Rima. Najstariji hram rimskog državnog kulta na kapitoliju posvećen je Jupiteru, Junoni i Minervi; u njemu je senat donosio odluke o objavljivanju rata, tu su se potpisivali međunarodni ugovori i vojskovođe prinosili žrtve, a pobjednički su imperatori na povratku u Rim u trijumfalnoj povorci najprije polazili u Jupiterov hram. Po Rimskom Carstvu podizani su mnogi hramovi u čast Jupitera (najčešće na brežuljcima) 
koji su predstavljali simbol rimske moći. U carsko doba često ga u kultu identificiraju s različitim, stranim, osobito orijentalnim bogovima (Jupiter Optimus Maximus Serapis, Sabazios, Dolichenus i dr.). Jupiterov grčki pandan je Zeus.

#### Neptun
Neptun je rimski bog mora. Njegov je pandan kod Grka Posejdon. Po Neptunu je ime dobio jedan planet i radioaktivni element neptunij. Neptunova žena je Salacia. Imaju sina Tritona, vodenjaka.

#### Pluton
Pluton je bog podzemlja i smrti. Njegov je grčki pandan Had, iako su Grci Hada također nazivali Pluton. Pluton je povezivan s Plutosom, a po njemu je nazvan planet Pluton i radioaktivni element plutonij. Plutonova žena je Prozerpina, a Pluton ju je oteo od njezine majke Cerere. Pluton se ne bi zaljubio da ga nije začarala Venera, božica ljubavi.

#### Venera
Venera je rimska božica ljubavi, ljepote i braka. Njezin je grčki pandan Afrodita. Venera je udata za Vulkana, ali ga je stalno varala s Marsom, njegovim bratom. Po Veneri je ime dobio planet Sunčevog sustava. Venera je bila majka Eneje, praoca Rimljana, te ga je štitila tijekom svih njegovih bitaka, zajedno s Neptunom. Noris Patriticus je sin Venere i Marsa. Venerini pandani u drugim religijama su: Afrodita (Grčka), Turan (Etruščani), Freya (Germani), Ushas (hinduizam). Kao božica majčinstva, Venera je poznata kao Venus Genetrix (Majka Venera).

#### Minerva
Minerva je božica ratnica, božica mudrosti. Ona je Jupiterova kćer, a u Grčkoj joj je pandan  Atena. Bila je djevica, izumiteljica glazbe. Etruščanski pandan za Minervu je Menrva. Minerva je u Italiji mnogo štovana, ali je kao ratnica štovana samo u Rimu. U Britaniji je bila božica znanja pa je povezana s božicom Sulis. Minerva je u Rimu slavljena od 19. ožujka do 23. ožujka. Njezin je hram bio na brežuljku Aventinu. Minerva se i danas često prikazuje, na kipovima, na pečatima, u obrazovnim ustanovama. Pečat Kalifornije oslikava božicu Minervu koja u potpunosti izvire iz Jupiterove glave. U ranom 20. stoljeću Manuel José Estrada Cabrera, predsjednik Gvatemale, pokušao je promovirati "Minervin kult" u svojoj zemlji, no od svega je ostalo samo nekoliko hramova u helenskom stilu u parkovima diljem Gvatemale. Minervin kružni tok u Guadalajari, Meksiko, smješten na križanju avenija López Mateos, Vallarta, López Cotilla, Agustín Yáñez i Golfo de Cortez, prikazuje božicu kako stoji okružena velikom fontanom s natpisom koji kaže "Pravda, mudrost i snaga čuvaju ovaj odani grad".

#### Vulkan
Vulkan je u rimskoj mitologiji sin Jupitera i Junone, te Venerin muž. Vulkan je bog vatre i vulkana, a izrađivao je i oružje i oklope za bogove i heroje. Također, sagradio je bogovima palače na planini Olimp, te je naprvio prvu ženu Pandoru za osvetu ljudima. U grčkoj mitologiji, Vulkan se naziva Hefest. Vulkan je živio u Etni i ondje izrađivao munje za Jupitera. Vulkanov brat je Mars. Vulkanov kip u Birminghamu, u Alabami, je najveća željezna statua na svijetu.

#### Mars
Mars je u rimskoj mitologiji sin Jupitera i Junone, Vulkanov brat, Venerin ljubavnik, i bog rata. Otac je Romula i Rema, osnivača Rima, te su ga Rimljani smatrali svojim djedom. Za razliku od svoga grčkog pandana Aresa, koji je smatran sirovim i neotesanim, Mars je bio duboko štovani i vrlo omiljen rimski bog. Prema njemu je nazvana planet Mars.

#### Cerera
Cerera ili Ceres je rimska božica žitarica i poljodjelstva. Često je prikazivana s klasjem žita, koje je bilo njen simbol. S Jupiterom je imala kći Prozerpinu, koju joj je oteo Pluton. Njen grčki pandan je Demetra. Po njoj je nazvan prvi otkriveni asteroid 1 Ceres.

#### Merkur
Merkur je rimski bog trgovine, putovanja, te je glasnik bogova. Njegov grčki pandan je Hermes. Bio je Venerin ljubavnik. Vrlo je omiljeno božanstvo bio. Prema njemu je nazvan planet Merkur, te je engleski naziv za kemijski element živu mercury.